# João Doria
João Agripino da Costa Doria Junior (São Paulo, 16 de diciembre de 1957) es un empresario y político brasileño. Fue desde el 1 de enero de 2017 hasta 4 de abril de 2018 el alcalde de la ciudad de São Paulo y desde el 1 de enero de 2019 hasta el 1 de abril de 2022 fue el gobernador del estado de São Paulo por el Partido de la Social Democracia Brasileña (PSDB). Era candidato presidencial a las elecciones generales de Brasil de 2022, sin embargo el 23 de mayo de 2022 abandonó la candidatura.

## Biografía
João Doria Júnior es hijo del diputado João Doria. Se graduó en Publicidad en la Fundación Armando Alvares Penteado.
Presidente y fundador del Grupo Doria, el empresario es también una celebridad televisiva, y entre otras cosas fue el presentador de la versión brasileña del programa de telerrealidad The Apprentice.
Fue elegido alcalde de São Paulo en la primera vuelta de las elecciones de 2016, con más de 53,29 % de los votos válidos, derrotando al candidato del Partido de los Trabajadores, Fernando Haddad.  Cada uno de sus mítines de la campaña acababa con un mensaje para su adversario del PT, Fernando Haddad: “¡Que vaya a Cuba a que lo vean!”.
Hombre de negocios y multimillonario, propone “Menos impuestos, menos regulación del mercado y cero trabas a la libre empresa”. También promete privatizar lo más deprisa posible las gestiones todavía públicas de su ciudad (entre ellas las de los parques y los estadios).